# Todd Harrity
Todd Harrity (Bryn Mawr, 16 settembre 1990) è un giocatore di squash statunitense.

## Biografia
Nel mese di aprile 2018 ha fatto coming out come omosessuale.

## Carriera
È nato e cresciuto in Pennsylvania. È allenato da Hadrian Stiff. Ha rappresentato gli Stati Uniti d'America ai Giochi panamericani di Toronto 2015, vincendo la medaglia di bronzo a squadre. Nel 2015, 2016 e 2019 ha vinto il campionato nazionale statunitense. Ha vinto 4 titoli nel PSA World Tour.